# Rio Beaver (Nova Escócia)
O Rio Beaver é uma pequena comunidade rural que fica na linha do Condado de Digby e Yarmouth, localizada na costa sudoeste de Nova Escócia, Canadá, perto da cidade de Yarmouth.
O rio Beaver foi originalmente chamado Elsetcook, que era uma palavra do Mikmaq que significa "Fluindo por bancos altos". Os primeiros colonos, que raramente aceitavam pessoas de fora de seu assentamento, tinham sobrenomes como: Hersey, Landers, Pitman, Sanders, Crosby, Patten, Cann, Goudey, Perry, Jeffrey, Tedford, Corning, Killam, Trask, Blackadar, Byrnes, Phillips, Kelley, Porter e Sollows. Muitos desses nomes ainda são bastante comuns hoje em dia no Condado de Yarmouth. (Lista da "História de Brown no condado de Yarmouth") Há três cemitérios recentemente restaurados, mantidos pela Sociedade de Preservação dos Cemitérios Old Beaver River e Port Maitland, onde muitos desses primeiros colonos estão enterrados.